# Schlomo Ben Ami

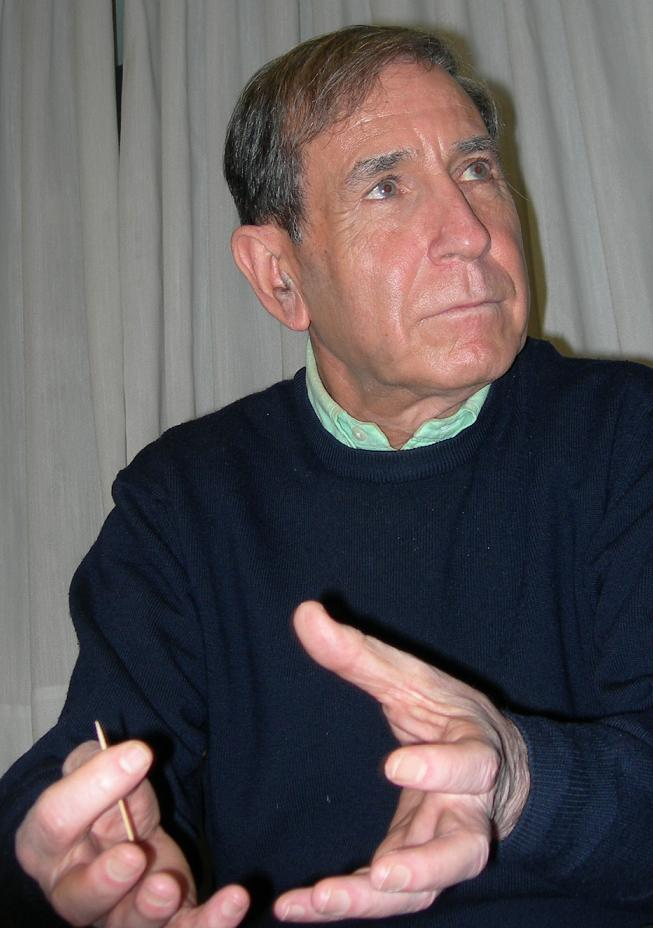
Schlomo Ben Ami

Schlomo Ben Ami (Shlomo Ben Ami, hebräisch שלמה בן עמי; ) (* 17. Juli 1943 in Tanger, Marokko) ist ein israelischer Historiker, Diplomat und Politiker marokkanischer Abstammung. Er war der 15. Außenminister Israels.

## Leben
Schlomo Ben Ami wurde in Tanger in eine sephardische Familie geboren. 1955 wanderte er nach Israel ein. Nach seiner Alija studierte er an der Universität Tel Aviv, an der er von 1982 bis 1986 auch als Professor lehrte und forschte, und an der Oxford University. Sein erster größerer Posten war der des israelischen Botschafters in Spanien von 1987 bis 1991. Danach ging er in die Politik und wurde 1996 in die Knesset gewählt.
Als die Arbeitspartei unter Ehud Barak im Juli 1999 die Regierung übernahm, wurde Ben Ami Minister für öffentliche Sicherheit. Im August 2000, nach dem Rücktritt David Levys, wurde er erst amtierender Israelischer Außenminister und im November 2000 auch offiziell dessen Nachfolger. Als amtierender Außenminister verhandelte er mit den Palästinensern, wurde aber gleichzeitig von der Or-Kommission für die Oktober-Aufstände 2000, bei denen Araber von der israelischen Polizei getötet worden waren, verantwortlich gemacht. Er gilt dennoch nicht als Hardliner in den arabisch-israelischen Beziehungen. Während der Barak-Regierung war er der politische Rivale Schimon Peres’.
Ben Ami blieb bis März 2001 Außen- und Sicherheitsminister. Er weigerte sich aber, der Regierung Ariel Scharons beizutreten und trat deshalb aus der Fraktion der Arbeitspartei aus. Danach schrieb er vielbeachtete Bücher über den Nahostkonflikt. Er ist aktives Mitglied im Club of Rome und Vizepräsident des Toledo International Centre for Peace (CITpax), einer gemeinnützigen Organisation, deren Ziel es ist, Beiträge zur Konfliktvermeidung und -lösung sowie zur Friedensbildung zu leisten. Er ist verheiratet und hat drei Kinder.

## Schriften
- The origins of the Second Republic in Spain. Oxford University Press, Oxford u. a. 1978, ISBN 0-19-821871-0.
- Facism from above. The Dictatorship of Primo de Rivera in Spain, 1923–1930. Clarendon Press, Oxford 1983, ISBN 0-19-822596-2.
- La Revolución Desde Arriba: España 1936–1979. Ríopiedras Ediciones, Zaragoza 1980, ISBN 84-7213-094-2. (spanisch)
- mit Nissim Mishal: Those were the generations... 2000. Jewish history. Yedioth Ahronoth, Tel Aviv 2000, ISBN 965-448-745-4.
- Scars of War, Wounds of Peace. The Israeli-Arab Tragedy. Weidenfeld & Nicolson, London 2005, ISBN 0-297-84883-6.
- Quel avenir pour Israël? Interview mit Yves Charles Zarka, Jeffrey Andrew Barash und Elhanan Yakira. Presses Universitaires de France, Paris 2001, ISBN 2-13-052089-8 (französisch).